# Cam Bergamot
Citrus bergamia, Cam Bergamot (phát âm tiếng Anh chuẩn: /ˈbɜːɡəˌmɒt/ hay GenAm /ˈbɝɡəˌmɑt/), là loại trái cây thơm có kích thước của một trái cam, với một màu xanh hoặc vàng tương tự như một trái chanh. Nghiên cứu di truyền về nguồn gốc tổ tiên của các giống cam quýt còn tồn tại phát hiện cam bergamot có thể là một loài lai của Citrus limetta và Citrus aurantium.
Cam bergamot được phát triển thương mại ở miền Nam Calabria (tỉnh Reggio), miền nam Ý, nơi có hơn 80% được sản xuất. Nó cũng được trồng ở miền nam nước Pháp và Bờ Biển Ngà cho tinh dầu và Antalya ở miền nam Thổ Nhĩ Kỳ cho mứt của nó. Quả không phát triển để tiêu thụ như một loại ăn quả, vì chúng có vị đắng và chua. Thay vào đó, hàm lượng tinh dầu có trong vỏ quả làm nên giá trị của cam Bergamot.
Từ bergamot từ được từ nguyên nguồn gốc từ bergomotta trong tiếng Ý, có nguồn gốc từ Bergamo, một thị trấn ở Italy; trước đó (1610) tài liệu tham khảo tồn tại chỉ ra nguồn gốc từ beg-armudi Thổ Nhĩ Kỳ "hoàng tử của lê".
Citrus bergamia cũng đã được phân loại là Citrus aurantium subsp. bergamia (tức là một phân loài của cam đắng).